# Budd Lake
Budd Lake é uma Região censo-designada localizada no estado americano de Nova Jérsei, no Condado de Morris.

## Demografia
Segundo o censo americano de 2000, a sua população era de 8100 habitantes.

## Geografia
De acordo com o United States Census Bureau tem uma área de 
16,7 km², dos quais 15,2 km² cobertos por terra e 1,5 km² cobertos por água.

## Localidades na vizinhança
O diagrama seguinte representa as localidades num raio de 12 km ao redor de Budd Lake. 